# Pablo Dorado
Pablo Dorado (22 tháng 6 năm 1908 ở Montevideo – 18 tháng 11 năm 1978) là tiền đạo thi đấu cho Uruguay ở Giải bóng đá vô địch thế giới 1930. Ở trận chung kết trước Argentina, ông ghi bàn thắng đầu tiên vào phút thứ 12, đưa đội chủ nhà Uruguay dẫn trước bằng bàn thắng vào lưới thủ môn Botasso, biến ông ấy trở thành cầu thủ đầu tiên ghi bàn thắng ở các trận chung kết.
Dorado thi đấu cho câu lạc bộ C.A. Bella Vista ở Uruguay và River Plate ở Argentina (1931–1935).

## Bàn thắng quốc tế
'Tất cả bàn thắng cho Uruguay'
| #  | Ngày                | Địa điểm                                | Đối thủ   | Bàn thắng | Kết quả | Giải đấu                           |
| -- | ------------------- | --------------------------------------- | --------- | --------- | ------- | ---------------------------------- |
| 1. | 21 tháng 7 năm 1930 | Estadio Centenario, Montevideo, Uruguay | România   | 1–0       | 4–0     | Giải bóng đá vô địch thế giới 1938 |
| 2. | 30 tháng 7 năm 1930 | Estadio Centenario, Montevideo, Uruguay | Argentina | 1–0       | 4–2     | Giải bóng đá vô địch thế giới 1938 |
| 3. | 18 tháng 5, 1932    | Estadio Centenario, Montevideo, Uruguay | România   | 1–0       | 1–0     | Giao hữa                           |